# Jean de Mailly
Jean de Mailly (también conocido, en alemán, como Johannes von Mailly y, en latín, como Iohannes de Malliaco o Iohannes de Mailliaco) (Mailly-la-ville, Yonne, Borgoña, c. 1190 - Metz, c. 1260) fue un compilador, hagiógrafo y cronista católico de la orden de los dominicos. Sus obras más conocidas son el Abbreviatio in gestis et miraculis sanctorum (1230) y la Chronica universalis metensis (1254).
- Datos: Q3175555